# Mistrzostwa Świata w Saneczkarstwie na Torach Naturalnych 2017
21. Mistrzostwa świata w saneczkarstwie na torach naturalnych 2017 odbyły się w dniach 2 – 5 lutego w rumuńskiej miejscowości Vatra Dornei. Rozegrane zostały cztery konkurencje: jedynki kobiet, jedynki mężczyzn, dwójki mężczyzn oraz zawody drużynowe. W jedynkach mężczyzn i kobiet oraz w dwójkach męskich ze względu na trudne warunki pogodowe udało się przeprowadzić tylko jeden ślizg.

## Terminarz
| Data          | Miejscowość | Konkurencja      | Złoto                                                                             | Srebro                                                                 | Brąz                                                                      |
| ------------- | ----------- | ---------------- | --------------------------------------------------------------------------------- | ---------------------------------------------------------------------- | ------------------------------------------------------------------------- |
| 4 lutego 2017 | Watra Dorna | Jedynki mężczyzn | Alex Gruber                                                                       | Jurij Talikh                                                           | Thomas Kammerlander                                                       |
| 4 lutego 2017 | Watra Dorna | Dwójki mężczyzn  | Austria Rupert Brüggler · Tobias Angerer                                          | Włochy Patrick Pigneter · Florian Clara                                | Rosja Aleksiej Martianow · Iwan Rodin                                     |
| 4 lutego 2017 | Watra Dorna | Jedynki kobiet   | Greta Pinggera                                                                    | Evelin Lanthaler                                                       | Tina Unterberger                                                          |
| 3 lutego 2017 | Watra Dorna | Drużynowe        | Austria Tina Unterberger · Thomas Kammerlander · Rupert Brŭggler – Tobias Angerer | Włochy Greta Pinggera · Alex Gruber · Patrick Pigneter – Florian Clara | Rosja Swietłana Zarawina · Jurij Talikh · Aleksiej Martianow – Iwan Rodin |

## Wyniki

### Jedynki kobiet
- Data: 4 lutego 2017

| Medal | Zawodniczka        | Narodowość | 1. zjazd | 2. zjazd | Czas    | Strata  |
| ----- | ------------------ | ---------- | -------- | -------- | ------- | ------- |
|       | Greta Pinggera     | Włochy     | 1:16,70  | -        | 1:16,70 | -       |
|       | Evelin Lanthaler   | Włochy     | 1:16,87  | -        | 1:16,87 | + 0,17  |
|       | Tina Unterberger   | Austria    | 1:17,93  | -        | 1:17,93 | + 1,23  |
| 4.    | Sara Bachmann      | Włochy     | 1:18,30  | -        | 1:18,30 | + 1,60  |
| 5.    | Swietłana Zarawina | Rosja      | 1:18,77  | -        | 1:18,77 | + 2,07  |
| 6.    | Maria Auer         | Austria    | 1:19,83  | -        | 1:19,83 | + 3,13  |
| 7.    | Michelle Diepold   | Austria    | 1:20,17  | -        | 1:20,17 | + 3,47  |
| 8.    | Daria Malejewa     | Rosja      | 1:20,28  | -        | 1:20,28 | + 3,58  |
| 9.    | Michaela Niemetz   | Niemcy     | 1:20,49  | -        | 1:20,49 | + 3,79  |
| 10.   | Petra Dragičević   | Słowenia   | 1:21,18  | -        | 1:21,18 | + 4,48  |
| . . . |                    |            |          |          |         |         |
| 20.   | Julia Płowy        | Polska     | 1:27,66  | -        | 1:27,66 | + 10,96 |

### Jedynki mężczyzn
- Data: 4 lutego 2017

| Medal | Zawodnik              | Narodowość    | 1. zjazd | 2. zjazd | Czas    | Strata  |
| ----- | --------------------- | ------------- | -------- | -------- | ------- | ------- |
|       | Alex Gruber           | Włochy        | 1:16,47  | -        | 1:16,47 | -       |
|       | Jurij Talikh          | Rosja         | 1:17,21  | -        | 1:17,21 | + 0,74  |
|       | Thomas Kammerlander   | Austria       | 1:17,31  | -        | 1:17,31 | + 0,84  |
| 4.    | Patrick Pigneter      | Włochy        | 1:17,90  | -        | 1:17,90 | + 1,43  |
| 5.    | Jack Leslie           | Nowa Zelandia | 1:17,98  | -        | 1:17,98 | + 1,51  |
| 6.    | Florian Glatzl        | Austria       | 1:18,16  | -        | 1:18,16 | + 1,69  |
| 7.    | Stanisław Kowszik     | Rosja         | 1:18,24  | -        | 1:18,24 | + 1,77  |
| 8.    | Aleksandr Jegorow     | Rosja         | 1:18,37  | -        | 1:18,37 | + 1,90  |
| 9.    | Florian Breitenberger | Włochy        | 1:18,44  | -        | 1:18,44 | + 1,97  |
| 10.   | Grigorij Bukin        | Rosja         | 1:18,46  | -        | 1:18,46 | + 1,99  |
| . . . |                       |               |          |          |         |         |
| 29.   | Marcin Sitkowski      | Polska        | 1:26,31  | -        | 1:26,31 | + 9,84  |
| 34.   | Patryk Budny          | Polska        | 1:29,25  | -        | 1:29,25 | + 12,78 |
| 37.   | Rafał Zasuwa          | Polska        | 1:30,45  | -        | 1:30,45 | + 13,98 |

### Dwójki mężczyzn
- Data: 4 lutego 2017

| Medal | Zawodnicy                                 | Narodowość | 1. zjazd | 2. zjazd | Czas    | Strata  |
| ----- | ----------------------------------------- | ---------- | -------- | -------- | ------- | ------- |
|       | Rupert Brüggler Tobias Angerer            | Austria    | 1:21,16  | -        | 1:21,16 | -       |
|       | Patrick Pigneter Florian Clara            | Włochy     | 1:21,94  | -        | 1:21,94 | + 0,78  |
|       | Aleksiej Martianow Iwan Rodin             | Rosja      | 1:22,48  | -        | 1:22,48 | + 1,32  |
| 4.    | Christian Schopf Andreas Schopf           | Austria    | 1:22,64  | -        | 1:22,64 | + 1,48  |
| 5.    | Christoph Regensburger Dominik Holzknecht | Austria    | 1:22,95  | -        | 1:22,95 | + 1,79  |
| 6.    | Paweł Porszniew Iwan Łazariew             | Rosja      | 1:23,33  | -        | 1:23,33 | + 2,17  |
| 7.    | Aleksandr Jegorow Piotr Popow             | Rosja      | 1:23,40  | -        | 1:23,40 | + 2,24  |
| 8.    | Andrij Demczuk Myrosław Lenko             | Ukraina    | 1:26,09  | -        | 1:26,09 | + 4,93  |
| 9.    | Josef Limmer Simon Dietz                  | Niemcy     | 1:27,11  | -        | 1:27,11 | + 5,95  |
| 10.   | Tadej Dragičević Petra Dragičević         | Słowenia   | 1:27,30  | -        | 1:27,30 | + 6,14  |
| . . . |                                           |            |          |          |         |         |
| 13.   | Marcin Sitkowski Patryk Budny             | Polska     | 1:31,24  | -        | 1:31,24 | + 10,08 |

### Drużynowe
- Data: 3 lutego 2017

| Medal | Zawodnicy                                                           | Narodowość | Czas    | Strata  |
| ----- | ------------------------------------------------------------------- | ---------- | ------- | ------- |
|       | Tina Unterberger/Thomas Kammerlander/Rupert Brüggler/Tobias Angerer | Austria    | 4:02,44 | –       |
|       | Greta Pinggera/Alex Gruber/Patrick Pigneter/Florian Clara           | Włochy     | 4:03,85 | + 1,41  |
|       | Swietłana Zarawina/Jurij Talikh/Aleksiej Martianow/Iwan Rodin       | Rosja      | 4:04,06 | + 1,62  |
| 4.    | Anisoara Hutopila/Adrian Filimon/Bogdan Morosan/Ciprian Taslaoanu   | Rumunia    | 4:20,36 | + 17,92 |
| 5.    | Lisa Walch/Oliver Schiller/Josef Limmer/Simon Dietz                 | Niemcy     | 4:23,79 | + 21,35 |
| 6.    | Anastasia Slyusar/Andrij Hirniak/Andrij Diemczuk/Myrosław Lenko     | Ukraina    | 4:25,32 | + 22,88 |
| 7.    | Asuman Bayrak/Isa Guzeloglu/Coskun Ercoskun/Muhammet Dellalbasi     | Turcja     | 4:25,65 | + 23,21 |
| 8.    | Nadja Nemec/Matic Dragičević/Tadej Dragičević/Petra Dragičević      | Słowenia   | 4:26,36 | + 23,92 |
| 9.    | Julia Płowy/Rafał Zasuwa/Marcin Sitkowski/Patryk Budny              | Polska     | 4:33,25 | + 30,81 |

## Klasyfikacja medalowa
| Miejsce | Państwo | złoto | srebro | brąz | Razem |
| ------- | ------- | ----- | ------ | ---- | ----- |
| 1.      | Włochy  | 2     | 3      | 0    | 5     |
| 2.      | Austria | 2     | 0      | 2    | 4     |
| 3.      | Rosja   | 0     | 1      | 2    | 3     |